# Cezary Plater
Cezary Plater, lit. Cezaris Pliateris (* 5. September 1810 in Wilna; † 9. Februar 1869 in Góra bei Śrem) war ein polnisch-litauischer Graf, Vetter des Stanisław Plater, Sohn des Starosten von Sambor, Kazimierz Plater. 
Cezary Plater kämpfte in demselben Korps wie seine Cousine Emilia Plater, gelangte aber glücklich nach Warschau, wo er als Landbote in den Reichstag trat. Nach dem Fall Warschaus ging er nach Paris.
Plater starb am 8. Februar 1869 auf seinem Gut Góra in der Provinz Posen.
| Personendaten    | Personendaten                  |
| ---------------- | ------------------------------ |
| NAME             | Plater, Cezary                 |
| ALTERNATIVNAMEN  | Pliateris, Cezaris (litauisch) |
| KURZBESCHREIBUNG | litauisch-polnischer Graf      |
| GEBURTSDATUM     | 5. September 1810              |
| GEBURTSORT       | Wilna                          |
| STERBEDATUM      | 9. Februar 1869                |
| STERBEORT        | Góra bei Śrem                  |